# Острова Авроры

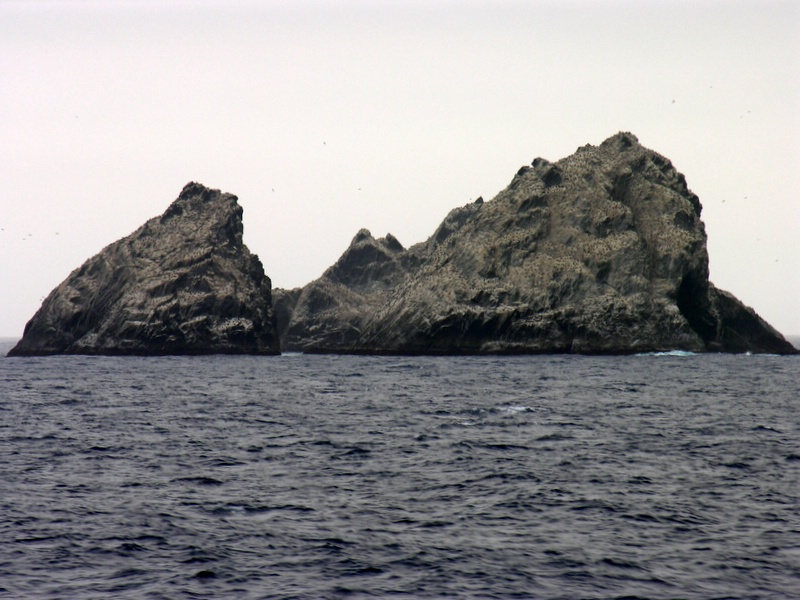
Скалы Шаг. Существует гипотеза, что эти скалы ошибочно принимали за острова Аврора

Острова Авроры — острова-призраки в Южной Атлантике к востоку от Фолклендских островов. Открыты в 1762 году. С 1794 до 1870-х годов отмечались на географических картах с координатами 52°37' южной широты и 47°49' западной долготы. Последнее сообщение об островах датировано 1856 годом. Позже острова обнаружены не были.
Неизвестно, существовали ли в действительности эти острова. Возможно, за острова принимали атмосферные явления, оптические иллюзии либо айсберги. Также существует гипотеза, что за острова Аврора ошибочно принимали скалы Шаг.

## История открытия
- 1762 — испанский корабль «Аврора», плывший из Лимы в Кадис, обнаружил группу из трёх островов на полпути к Южной Георгии и к юго-востоку от Фолклендских островов. Острова получили название в честь корабля.
- 1769 — испанский корабль «Сан-Мигель» зафиксировал местоположение островов на 52°37' ю. ш. и 47°49' з. д.
- 1774 — офицеры корабля «Аврора» сообщили, что видели острова опять.
- 1779 — бриг «Жемчужина» подтвердил существование островов.
- 1790 — корабль «Принцесса», принадлежащей Королевской Филиппинской компании, под командованием капитана Мануэля де Оярвидо прошёл между этих островов. Также рядом с островами прошло судно «Долорес».
- 21—27 января 1794 — испанский корвет «Атревида» (Atrevida) под командованием капитана Ж. де Бустаменте исследовал острова.
- 27 января 1820 — исследователь Антарктики Джеймс Уэдделл обследовал указанный район, но не обнаружил признаков суши.
- 1822 — экипаж судна «Оса» во главе с Бенджамином Моррелом, а также экипаж американской шхуны «Генри» (капитан Джонсон) безуспешно искали острова в указанном районе.
- 1856 — капитан судна «Хелен Бейрд» был последним, кто упомянул об островах Аврора в судовом журнале. Координаты островов были определены как 52°41' ю. ш. и 48°22' з. д.

## Описание островов
В 1794 году острова Аврора были исследованы испанским корветом «Атревидо» под командованием капитана Ж. де Бустаменте. Согласно записями Бустаменте, островов три:
- Центральный остров — самый большой остров группы. Имеет вершину, похожую по своим очертаниям на палатку. С южной стороны он белый от снега, а с северной — тёмный. Координаты 53°2’40" ю. ш. и 47°55’15" з. д.
- Северный остров — пик меньшего размера, также покрытый снегом. Координаты 52°37’24" ю. ш. и 47°43’15" з. д.
- Южный остров — большая скала в форме седла, внешне похожая на айсберг. Координаты 53°15’22" ю. ш. и 47°57’15" з. д.

В 1856 году капитан судна «Хелен Бейрд» описал острова Аврора. Согласно записи в судовом журнале, островов было пять, а не три. Острова были покрыты снегом и простирались на 20—25 миль.

## Острова в литературе
- В повести Аллана Эдгара По «Повесть о приключениях Артура Гордона Пима» («The Narrative of Arthur Gordon Pym of Nantucket», 1838) рассказывается о безуспешном поиске островов Аврора.
- В романе Барбары Ходжсон «Остров Ипполита» («Hippolyte’s Island», 2001) главный герой вновь открывает острова Аврора.

## Легенды об островах
- Среди матросов, огибавших мыс Горн, существовала легенда о том, что испанский галеон, полный сокровищ, был выброшен на один из островов Аврора и что эти сокровища можно спасти. По мнению Р. Рамсея, источником легенды мог послужить случай с испанским судном «Сан-Тельмо», которое в 1819 году исчезло вместе со всей командой у Южных Шетландских островов.